# Amyema triantha
Amyema triantha är en tvåhjärtbladig växtart som beskrevs av Van Tiegh.. Amyema triantha ingår i släktet Amyema och familjen Loranthaceae. Inga underarter finns listade i Catalogue of Life.